# 世宗大王 (駆逐艦)
世宗大王（セジョンデワン、日本語読み：せいそう だいおう、朝鮮語：세종대왕、英名：Sejong the Great, DDG-991）は、大韓民国海軍の駆逐艦。世宗大王級駆逐艦の1番艦。艦名は李氏朝鮮の国王世宗に由来する。

## 艦歴
「世宗大王」は、KDX-IIIイージスシステム搭載型7,600トン級駆逐艦として現代重工業で建造され、2006年5月20日起工、2007年5月25日進水、2008年12月22日に釜山海軍作戦基地にて就役した後に作戦配備された。
2010年7月に行われた環太平洋合同演習（リムパック2010）に潜水艦「SS-071 李億祺」と共に参加する。この帰国途上の8月12日、宮城県金華山沖東方約880キロで世宗大王の水兵（22歳）が胃出血を起こした。韓国大使館経由で日本政府に救助を要請し、海上自衛隊の救難飛行艇US-1が厚木航空基地から発進し、水兵を無事救助した。
2012年12月、北朝鮮によるミサイル発射実験に対応して韓国海軍保有の全イージス艦が出動し不測の事態に備える。同月12日、ミサイルは発射され「DDG-992 栗谷李珥」と共に黄海上空を飛翔するミサイルの軌跡を探知した。さらに同日午前、「世宗大王」は辺山半島（扶安郡）の西方約160kmの海上でミサイルの残骸を発見し、潜水艦救難艦「ASR-21 清海鎮」がこれの回収に向かった。
2016年7月、リムパックに参加。スタンダードミサイル（SM2）の発射訓練を行ったが、手動モードで発射した1発が不発となり、後日、国会国防委員会所属の国会議員から追及を受けた。
2019年8月25日-26日、韓国軍が竹島周辺で行った「東海領土守護訓練」に参加。同海域の軍事訓練でイージス艦が参加したケースは初